# Danh sách đĩa nhạc của Hứa Ngụy Châu
Đây là danh sách đĩa nhạc của diễn viên và ca sĩ Trung Quốc Hứa Ngụy Châu (tiếng Trung: 许魏洲). Anh đã phát hành ba album phòng thu và bốn đĩa mở rộng.

## Alnum phòng thu
| Tựa đề                | Chi tiết album                                                                                      | Doanh số                  |
| --------------------- | --------------------------------------------------------------------------------------------------- | ------------------------- |
| Light (光)            | - Phát hành: 1 tháng 5, 2016 - Nhãn: 极韵文化 (Pole Rhyme Culture) - Định dạng: CD, tải nhạc        | - TQ: 20,000 (đĩa vật lý) |
| The Time (時·刻)      | - Phát hành: 5 tháng 7, 2018 - Nhãn: Baina Entertainment - Định dạng: CD, tải nhạc, phát trực tuyến | - TQ: 15,000 (đĩa vật lý) |
| CrossFever (交互热爱) | - Phát hành: 7 tháng 2, 2024 - Nhãn: StarPower - Định dạng: CD + vinyl, tải nhạc, phát trực tuyến   |                           |

## Đĩa mở rộng
| Tựa tiếng Anh            | Chi tiết album | Doanh số                 |
| ------------------------ | --- | ------------------------ |
| 15 Minutes for Craziness | - Phát hành: 10 tháng 8, 2017 - Nhãn: Baina Entertainment - Định dạng: Tải nhạc, phát trực tuyến Danh sách bản nhạc 1. "So What" 2. "Leave Me Alone" 3. "Edge of Darkness" | - TQ: 450,000 (tải nhạc) |
| 15 Minutes for Radiance  | - Phát hành: 20 tháng 10, 2017 - Nhãn: Baina Entertainment - Đinh dạng: Tải nhạc, phát trực tuyến Danh sách bản nhạc 1. "Glory" 2. "Between Us" 3. "It's Always You"       | —                        |
| 15 Minutes for Monologue | - Phát hành: 12 tháng 12, 2017 - Nhãn: Baina Entertainment - Đinh dạng: Tải nhạc, phát trực tuyến Danh sách bản nhạc 1. "Confession (monologue)" 2. "Cat"                  | —                        |
| 15 Minutes for Fantasy   | - Phát hành: 31 tháng 1, 2018 - Nhãn: Baina Entertainment - Đinh dạng: Tải nhạc, phát trực tuyến Danh sách bản nhạc 1. "Orange Sky" 2. "Maze" 3. "Rio"                     | —                        |

## Album và bài hát

### Light
| Tên bài hát Dịch nghĩa                      | Ghi chú                             | Sáng tác      | Danh hiệu                                                                         | Giải thưởng                                        |
| ------------------------------------------- | ----------------------------------- | ------------- | --------------------------------------------------------------------------------- | -------------------------------------------------- |
| 海若有因 Nếu Hải có Nhân (29/2/2016)        | Nhạc: Hứa Ngụy Châu Lời: Sài Kê Đản |               |                                                                                   |                                                    |
| 慢慢走 Bước chầm chậm (29/2/2016)           |                                     | Hứa Ngụy Châu |                                                                                   | Vô địch bảng xếp hạng ca khúc Châu Á mới kì thứ 39 |
| 尘埃 Cát bụi (9/3/2016)                     |                                     | Tô Đồng Lạc   | đứng thứ Ba bảng xếp hạng ca khúc Châu Á mới kì thứ 40                            |                                                    |
| 月光 Ánh trăng (21/3/2016)                  |                                     | Hứa Ngụy Châu | Đứng thứ 3 bảng xếp hạng ca khúc Châu Á mới kì thứ 42                             |                                                    |
| I Remember Your Eyes Đôi mắt ấy (28/3/2016) |                                     | Hứa Ngụy Châu | Đứng thứ 4 bảng xếp hạng ca khúc Châu Á mới kì thứ 43, thứ 4 kỳ 44 và thứ 5 kỳ 45 |                                                    |
| 明白梦想 Hiểu giấc mơ (10/5/2016)           | Thể hiện cùng Chu Nguyên Băng       | Hứa Ngụy Châu |                                                                                   |                                                    |
| 光 Ánh sáng (16/5/2016)                     | Ca khúc chủ đề Album                | Hứa Ngụy Châu |                                                                                   |                                                    |

### The Time
| stt | Bài hát | Nhạc                         | Thời gian  | Ghi chú | Giải thưởng |
| --- | --- | ---------------------------- | ---------- | --- | --- |
| 1.  | hãy quên anh đi 忘了我吧 Leave Me Alone ,                                                                            | Hứa Ngụy Châu                | 10/8/2017  | The Time - 1st Quarter (15 phút điên cuồng) | ngày đầu mở bán đã ngay lập tức vượt mức 400,000 bản, đạt được chứng nhận bạch kim 2 sao                         |
| 2.  | thế thì đã sao 那又怎樣 So What                                                                                      | Hứa Ngụy Châu                | 10/8/2017  | The Time - 1st Quarter (15 phút điên cuồng) | |
| 3.  | bên bờ bóng tối黑暗邊緣 Dark Edge                                                                                    | Hứa Ngụy Châu                | 10/8/2017  | The Time - 1st Quarter (15 phút điên cuồng) | |
| 1.  | Vinh Quang – Glory 荣耀                                                                                              | 李念和                       | 20/10/2017 | The Time - 2nd Quarter (15 phút ánh sáng) Đây là phần đặc biệt hay trong album thứ 2 của cậu ấy nhân ngày sinh nhật của mình cậu ấy đã đặc biệt dành tặng nó cho Fan và mọi người | |
| 2.  | Một nửa 一半 Between Us                                                                                              | Hứa Ngụy Châu                | 20/10/2017 | The Time - 2nd Quarter (15 phút ánh sáng) Đây là phần đặc biệt hay trong album thứ 2 của cậu ấy nhân ngày sinh nhật của mình cậu ấy đã đặc biệt dành tặng nó cho Fan và mọi người | |
| 3.  | Luôn là bạn - It's Always You                                                                                        | Lee McCutheon/Jeremy Thurber | 20/10/2017 | The Time - 2nd Quarter (15 phút ánh sáng) Đây là phần đặc biệt hay trong album thứ 2 của cậu ấy nhân ngày sinh nhật của mình cậu ấy đã đặc biệt dành tặng nó cho Fan và mọi người | |
| 1.  | 猫》 mèo Lưu trữ ngày 12 tháng 2 năm 2018 tại Wayback Machine , Lưu trữ ngày 12 tháng 2 năm 2018 tại Wayback Machine | Hứa Ngụy Châu                | 12/12/2017 | 3rd quarter—15 phút độc thoại Bài hát này nằm trong Alb2 "THE TIME" quarter 3 "15 phút độc thoại" của Hứa Ngụy Châu. Phần này bao gồm chủ yếu là bài hát《Mèo》tự viết và một đoạn "tỏ tình" của Hứa Ngụy Châu tặng fan, 15 phút này chỉ dành cho thời khắc của Hứa Ngụy Châu và fan, trong 15 phút ấm áp này, chúng ta có thể hiểu được nội tâm của cậu ấy, mỗi một câu đều là một lời cảm tạ đối với fan. | |
| 1.  | Mê Cung 迷宫 | Hứa Ngụy Châu                | 31/1/2018  | 31/1/2018The Time final Quater (15 phút ảo tưởng) Mê Cung 迷宫 (ca khúc quảng bá bộ phim Mỹ mã mê cung phần cuối Maze Runner tại Trung Quốc) | |
| 2.  | Bầu trời màu cam 橙色天空 (Orange Sky)                                                                               | Hứa Ngụy Châu                | 31/1/2018  | 31/1/2018The Time final Quater (15 phút ảo tưởng) Mê Cung 迷宫 (ca khúc quảng bá bộ phim Mỹ mã mê cung phần cuối Maze Runner tại Trung Quốc) | xếp thứ 3 trong top 100 bài hát tiếng Hoa 全球华人歌曲排行榜 (Bảng xếp hạng ca khúc Trung Hoa toàn cầu) năm 2018 |
| 3.  | Rio | Hứa Ngụy Châu                | 31/1/2018  | 31/1/2018The Time final Quater (15 phút ảo tưởng) Mê Cung 迷宫 (ca khúc quảng bá bộ phim Mỹ mã mê cung phần cuối Maze Runner tại Trung Quốc) | |

## Đĩa đơn
| Năm  | Tên bài hát                                 | Ngày phát hành | Chú thích                                                                                         |
| ---- | ------------------------------------------- | -------------- | ------------------------------------------------------------------------------------------------- |
| 2016 | 向著光亮那方Hướng về nơi ngập tràn ánh sáng | 22/04/2016     |                                                                                                   |
| 2016 | 放 Phóng                                    | 08/12/2016     |                                                                                                   |
| 2017 | The Heroes                                  | 01/03/2017     |                                                                                                   |
| 2017 | 時光之墟 Tàn dư của thời gian               | 30/09/2017     | Ca khúc chủ đề phim '' "S.M.A.R.T CHASE / TRUY LÙNG CỔ VẬT" Nhạc: Châu Kiệt Luân Lời: Dư Tuệ Địch |
| 2018 | Everything about you                        | 20/10/2018     |                                                                                                   |

## Video âm nhạc
| Ngày phát hành | Tên bài hát Dịch nghĩa                       | Diễn viên & Chú thích                                                                         | Giải thưởng                                                                 |
| -------------- | -------------------------------------------- | --------------------------------------------------------------------------------------------- | --------------------------------------------------------------------------- |
| 17/04/2016     | 慢慢走 Bước chầm chậm                        | Hứa Ngụy Châu                                                                                 |                                                                             |
| 26/04/2016     | 向著光亮那方 Hướng về nơi ngập tràn ánh sáng | Lời: Đinh Đinh Trương; Nhạc: Trần Vũ Ca khúc quảng bá phim "Tuổi thanh xuân ai chẳng mơ màng" |                                                                             |
| 15/12/2016     | Phóng (放)                                   | Hứa Ngụy Châu MV thực hiện tại Hàn Quốc                                                       | giành vị trí quán quân tuần 11/2017 BXH Vchart Yinyuetai nội địa Trung Quốc |
| 07/03/2017     | The Heroes (Bản Trung)                       | Nhạc phim hoạt hình Snowtime                                                                  |                                                                             |
| 20/08/2017     | 官方完整版 《Hãy Quên Anh Đi》               | Hứa Ngụy Châu ALBUM THETIME 1st quarter                                                       |                                                                             |
| 10/09/2017     | 官方完整版 MV 《Thế thì đã sao》             | Hứa Ngụy Châu ALBUM THETIME 1st quarter                                                       |                                                                             |
| 08/02/2018     | Bầu trời màu cam 橙色天空 (Orange Sky)       | Hứa Ngụy Châu ALBUM THETIME 1st quarter                                                       |                                                                             |
| 02/04/2018     | 黑暗边缘 Bên bờ bóng tối                     | Hứa Ngụy Châu ALBUM THETIME 1st quarter                                                       |                                                                             |